# Fehaid Al-Deehani
Fehaid Al-Deehani (en árabe: فهيد الديحاني, nacido el 11 de octubre de 1966 en la ciudad de Kuwait) es un tirador profesional y oficial militar de Kuwait.
En 2014 ganó una medalla de plata en los Juegos Asiáticos en el evento de doble foso.

## Carrera olímpica
Al-Deehani ganó una medalla de bronce en el evento de tiro foso doble masculino en los Juegos Olímpicos de Sídney 2000, y ganó otro bronce en el evento de foso masculino en los Juegos Olímpicos de Londres 2012. En los Juegos Olímpicos de Río de Janeiro 2016, venció al tirador italiano Marco Innocenti en el partido por la medalla de oro del evento de foso doble masculino. Hasta el momento es el único medallista olímpico de su país.

### Río de Janeiro 2016
En los Juegos Olímpicos de Río de Janeiro 2016, Al-Deehani compitió como un atleta olímpico independiente porque el Comité Olímpico de Kuwait fue expulsado de los Juegos Olímpicos por el Comité Olímpico Internacional. Él pidió por la renuncia de los funcionarios kuwaitíes responsables de la disputa, y se negó a llevar la bandera olímpica en el desfile de naciones de la ceremonia de apertura, alegando que es un oficial del ejército de Kuwait y que no portaría otra bandera más que la de su país. El 10 de agosto de 2016 ganó la primera medalla del equipo de atletas independientes.